# Cecilio Waterman
Cecilio Alfonso Waterman Ruiz (Cidade do Panamá, 13 de abril de 1991) é um futebolista profissional panamenho que atua como atacante, atualmente defende o Alianza Lima.

## Carreira
Cecilio Waterman fez parte do elenco da Seleção Panamenha de Futebol da Copa Ouro da CONCACAF de 2013.